# Brithys crini
Brithys crini es una especie de lepidóptero ditrisio de la familia Noctuidae. Es una mariposa nocturna propia de los ecosistemas dunares costeros de la costa del mar Mediterráneo y Portugal. También se encuentra en Australia, Japón y Sri Lanka. Este lepidóptero se alimenta plantas de las zonas dunares de la familia Amaryllidaceae, especialmente del lirio de mar (Pancratium maritimum).

## Morfología
El adulto no es muy vistoso, de color pardo con un diseño poco llamativo. Las oruga son de color negro con manchas blancas que le dan un aspecto ajedrezado; la cabeza es anaranjada.

## Ciclo vital y comportamiento
El ciclo vital de este lepidóptero está íntimamente ligado al de su planta nutricia, el lirio de mar o azucena de mar (Pancratium maritimum), presente sólo en las zonas dunares del litoral.
Esta planta bulbosa brota varias veces al año, produciendo hojas verdes de las que se alimentarán las orugas de B. crini, aunque la floración se produce a finales del verano.
En mayo podemos ver las mariposas, que ponen los huevos sobre las hojas, en grupos de 80 a 100, naciendo pocos días después las orugas.
Se alimenta de Crinum, Clivia e Hippeastrum, includye Crinum angustifolium, Haemanthus, Hippeastrum procerum, Pancratium maritimum, Zephyranthes candida, Crocus tommasinianus, Narcissus spp. y Amaryllis belladonna.
Las larvas se introducen en las hojas para empezar a alimentarse (seguramente como protección contra depredadores), cuando alcanzan los 2 cm de longitud salen al exterior para seguir consumiendo las hojas y los frutos de la planta huésped. Siguen creciendo hasta los 4 a 5 cm, momento en que se entierran en la arena junto a la planta nutricia para crisalidar.
Aunque los adultos pueden verse en verano y otoño, podemos encontrar orugas prácticamente durante todo el año, en períodos de 1-2 meses, coincidiendo con la presencia de hojas tiernas.
Algunas orugas de otoño hibernan para reaparecer en diciembre-enero y seguir alimentándose.